# 자이 조하니 조한슨
자이 조하니 조한슨(영어: Jai Johanny Johanson, 1944년 7월 8일 ~ )은 미국의 드러머이자 싱어송라이터이다. 올먼 브러더스 밴드의 멤버이기도 하다.